# Gustavo Morínigo
Gustavo Eliseo Morínigo Vázquez (Coronel Blas Garay, 1977. január 23. –) paraguayi válogatott labdarúgó, edző.

## Pályafutása
A paraguayi válogatott színeiben részt vett a 2002-es labdarúgó-világbajnokságon.

## Sikerei, díjai

### Játékos
- Club Libertad
  - Paraguayi bajnok: 2002, 2003
- Club Nacional
  - Paraguayi bajnok: 2011 (Apertura)

### Menedzser
- Club Nacional
  - Paraguayi bajnok: 2013 (Apertura)